# Liste des îles du Japon

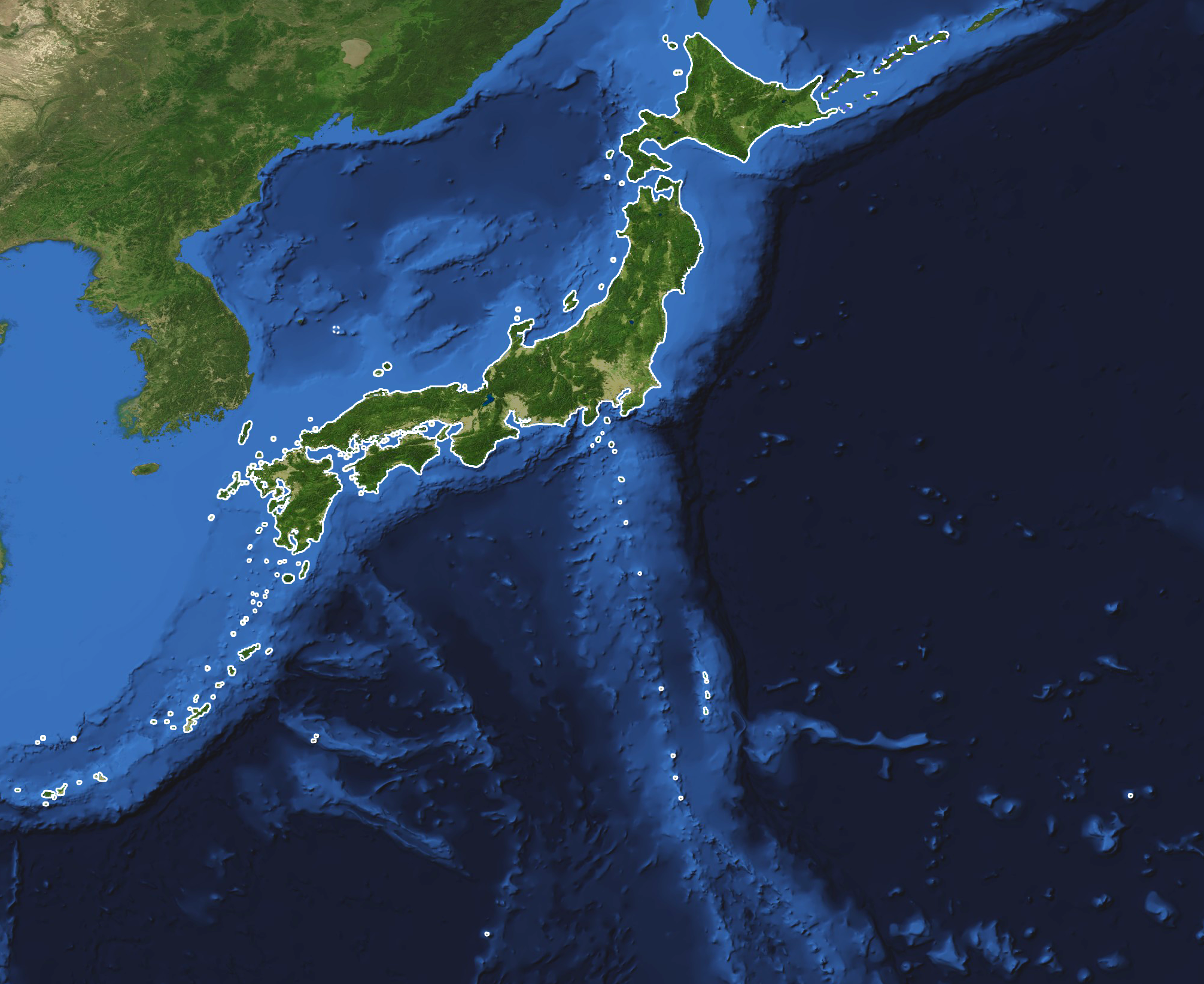
Îles du Japon.

Voici une liste d'îles du Japon.

## Présentation
Le Japon est un archipel composé de 14 125 îles de plus de 100 m2 selon le décompte de 2023 — dont 421 sont habitées en 2020, 430 en 2008 — les cinq principales étant Honshū, Hokkaidō, Kyūshū, Shikoku et Okinawa. Le nombre de 3 à 4 000 îles est fréquemment cité, sans que la définition de la notion d'« île » ne soit cependant précisée.
Le précédent décompte de 1987 dénombrait 6 852 îles de plus de 100 m2,. Cette différence du nombre d'îles provient de la méthodologie, le recensement de 1987 s'appuyant sur des cartes tandis que celui de 2023 s'appuie sur des cartes numérisées et des photographies aériennes.
Toutes ne sont pas énumérées ici.

## Par lieux

### Mer du Japon
- Hokkaidō
- Honshū
- Hashima
- Hirado
- Île Awa
- Îles Gotō
- Île Iki
- Île Ko
- Île Mi
- Île Noto
- Îles Oki :
  - Dōgo
  - Île Nishino
  - Île Nakano
  - Île Chiburi
- Île Okushiri
- île Okinoshima
- île Ōmi
- Île Oshima
- Île Rishiri
- Île Rebun
- Île de Sado
- Île Teuri
- Île Yagishiri
- Tsushima
- Ikeshima
- Les rochers Liancourt sont administrés par la Corée du Sud, mais revendiqués par le Japon

### Océan Pacifique Nord
- Enoshima
- Hatsushima
- Minamitori-shima (île Marcus)
- Sarushima

### Mer des Philippines
- Shikoku
- Archipel Nanpō :
  - Archipel d'Izu :
    - Izu Ōshima
    - Toshima
    - Niijima
    - Shikinejima
    - Kōzushima
    - Miyakejima
    - Mikurajima
    - Aogashima
    - Hachijōjima

  - Archipel d'Ogasawara :
    - Chichijima
    - Hahajima
    - Nishino Jima
    - Iwo Jima
    - Kitaiwo Jima
    - Minamiiwo Jima
    - Okino Torishima

### Mer intérieure de Seto
La mer intérieure de Seto, séparant Honshū, Shikoku et Kyūshū, contient de nombreuses îles, dont :
- Awaji
- Etajima
- Itsukushima
- Manabeshima
- Naoshima
- Shōdoshima

Outre Naoshima, deux îles ont un intérêt, post-industriel et artistique : Teshima, Inujima (en) (Inushima).

### Mer de Chine orientale
Toutes ces îles sont situées dans la mer de Chine orientale : 
- Kyūshū
- Amakusa
- Hizen Torishima
- Koshikijima
- L'archipel Nansei, au sud-ouest de Kyūshū, comprend entre autres :
  - Archipel Satsunan :
    - Archipel Ōsumi : Tanega-shima, Mage-shima, Yaku-shima, Kuchinoerabu-jima, Take-shima, Iō-jima, Kuro-shima,
    - Îles Tokara : Kuchino-shima, Nakano-shima, Suwanose-jima, Taira-jima, Akuseki-jima, Kotakara-jima, Takara-jima,
    - Îles Amami : Amami-ōshima, Kakeroma-jima, Yoro-shima, Uke-shima, Kikai-shima (ou Kikai-jima), Tokuno-shima, Okinoerabu-jima, Yoron-jima,

  - Archipel Ryūkyū :
    - Archipel Okinawa : Okinawa, Ie-jima, Izena-jima, Iheya-jima, Tonaki-shima, Agunijima, Kume-jima,
    - Archipel Kerama : Tokashiki-jima, Zamami-jima, Aka-jima, Geruma-jima,
    - Archipel Daitō : Kitadaitō et Minamidaitō,

  - Archipel Sakishima : 
    - Îles Miyako : Miyako-jima, Ikema-jima, Ogami-jima, Irabu-jima, Shimoji-jima, Kurima-jima, Minna-jima et Tarama-jima,
    - Îles Yaeyama : Ishigaki-jima, Taketomi-jima, Kuro-shima, Kohama-jima, Yubu-jima, Iriomote-jima, Hatoma-jima, Aragusuku-jima, Hateruma-jima et Yonaguni-jima.
- Îles Senkaku (revendiquées par la Chine dès 1971 depuis la découverte d'hydrocarbures dans cette région)

### Îles artificielles
- Aéroport international du Chūbu
- Dejima
- Aéroport international du Kansai
- Aéroport de Kobe

### Mer d'Okhotsk
Le Japon conteste à la Russie la souveraineté sur quatre des îles Kouriles :
- Itouroup (Etorofu en japonais)
- Habomai
- Kounachir (Kunashiri en japonais)
- Chikotan (Shikotan en japonais)

## Par superficie
|    | Nom           | Superficie (km²) |
| -- | ------------- | ---------------- |
| 1  | Honshū        | 230 510          |
| 2  | Hokkaidō      | 83 452           |
| 3  | Kyūshū        | 37 437           |
| 4  | Shikoku       | 18 298           |
| 5  | Okinawa       | 1 201            |
| 6  | Sadoga        | 855              |
| 7  | Amami         | 712              |
| 8  | Awaji         | 592              |
| 9  | Yaku-shima    | 525              |
| 10 | Tanega-shima  | 444              |
| 11 | Fukue-jima    | 326              |
| 12 | Iriomote-jima | 289              |
| 13 | Rishiri       | 192              |
| 14 | Okushiri      | 145              |

La superficie totale du Japon est de 377 944 km2 selon le gouvernement japonais, ce qui en fait le 62e pays le plus vaste du monde,.
Note : certaines des îles Kouriles, dont le Japon conteste la souveraineté à la Russie, sont plus grandes qu'Okinawa.